# Margareta Beaufort
Gospa Margareta Beaufort (31. svibnja 1443. – 29. lipnja 1509.) se ubraja u najznačajnije ličnosti u Ratovima ruža u Engleskoj u kasnom 15. stoljeću te je majka prvog kralja dinastije Tudor, Henrika VII. i baka Henrika VIII.
Kao potomak kralja Eduarda III., Beaufort je smatrala da englesko prijestolje pripada njezinom sinu Henriku Tudoru. Kapitalizirajući politički preokret tog razdoblja, aktivno je manevrirala kako bi osigurala krunu za svog sina. Beaufortovi napori doživjeli su svoj vrhunac Henrikovom pobjedom nad kraljem Rikardom III. u bitci na Bosworthskom polju. Stoga je imala ključnu ulogu u orkestriranju uspona na vlast dinastije Tudor, koja će stvoriti dva najpoznatija britanska monarha: Henrika VIII. (njezin unuk) i Elizabetu I. (njezinu praunuku, kći Henrika VIII.). 
Kao kraljeva majka, Beaufort je uživala veliku političku moć i autonomiju - što je neobično za ženu njezinog vremena. Također je bila glavni pokrovitelj i kulturni dobrotvor za vrijeme vladavine njezina sina, pokrećući doba opsežnog tudorskog pokroviteljstva. Uspostavila je temelje na kojima će se graditi običaji porođaja u kraljevskoj obitelji koje će se desetljećima nakon nje poštovati.
Zaslužna je za osnivanje dvaju istaknutih sveučilišta u Cambridgeu, osnivanje Kristovog koledža 1505. godine i početak razvoja St John's Collegea, koji su njezini izvršitelji postumno dovršili 1511. godine. Lady Margaret Hall, Oxford, prvi oxfordski koledž koji prima žene, nazvana je po njoj i ima njezin kip u kapeli koledža.

## Korijeni
Bila je kći i jedina nasljednica Johna Beauforta, vojvode od Somerseta (1404. – 1444.), unuka Ivana od Gaunta, 1. vojvode od Lancastera (treći preživjeli sin kralja Eduarda III.) i njegove priležnice Katherine Swynford. Margaret je rođena u dvorcu Bletsoe u Bedfordshireu. Godina njezinog rođenja neizvjesnija je. 

## Odrastanje
U trenutku njezina rođenja, Margaretin otac pripremao se za odlazak u Francusku i upravljanje važnom vojnom ekspedicijom za kralja Henrika VI. Pregovarao je s kraljem kako bi osigurao da, ako umre, prava na Margaretino skrbništvo i brak dobiju samo njegova supruga. Beaufort je pao s kraljem nakon povratka iz Francuske i bio protjeran s kraljevskog dvora čekajući optužnicu za izdaju. Ubrzo je umro. Prema Thomasu Basinu, umro je od bolesti, ali Crowland Chronicle izvijestio je da je počinio samoubojstvo. 
Kao njegovo jedino preživjelo dijete, Margareta je bila nasljednica njegovog bogatstva i njegovog osporenog zahtjeva za prijestoljem. Oba čimbenika su Margareta, kako pišu njezini biografi Jones i Underwood, učinili "pijunom u nestabilnoj političkoj atmosferi dvora Lancasteraca".
Nakon njezinog prvog rođendana, kralj je prekinuo dogovor s Margaretinim ocem i dodijelio skrbništvo nad njezinim prostranim zemljama Williamu de la Poleu, prvom vojvodi od Suffolka, iako je sama Margareta ostala u skrbništvu svoje majke. Margaretina majka bila je ponovno trudna u vrijeme Beaufortove smrti, ali dijete nije preživjelo i Margareta je ostala jedini nasljednik. Iako je bila jedino legitimno dijete svoga oca, Margaret je iz prvog braka svoje majke imala dva polubrata po majci i tri polusestre po majci koje je podržavala nakon stupanja sina na prijestolje.
Margareta je bila udana za Suffolkovog sina, Johna de la Polea. Vjenčanje je moglo biti održano između 28. siječnja ili 7. veljače 1444. godine, kad je imala možda godinu dana, ali sigurno ne više od tri godine. Međutim, postoji više dokaza koji upućuju na to da su se vjenčali u siječnju 1450. godine, nakon što je Suffolk je uhićen i nastojao je osigurati budućnost svog sina zaručivši ga bogato čija bi djeca mogla biti potencijalni podnositelji zahtjeva za prijestolje. Papinsko dijeljenje dodijeljeno je 18. kolovoza 1450. godine, nužno jer su supružnici bili usko povezani (Lady Margaret i de la Pole bili su praunuci dviju sestara, Katherine Swynford i Philippa Chaucer), a to se podudara s kasnijim datumom braka.
Margareta nikada nije priznala taj brak i smatrala je svojim sljedećim suprugom svojim prvim (kao što je zapisano u oporuci iz 1472. godine). Tri godine kasnije, njezin je brak s de la Poleom raskinut, a kralj Henrik VI. dodijelio je Margaretino skrbništvo vlastitoj polubraći Jasperu i Edmundu Tudoru. U oporuci izrađenoj 1472. godine, Margaret se odnosi aludira na Edmunda Tudora kao svog prvog supruga. Prema kanonskom zakonu, Margareta nije bio vezana svojim prvim bračnim ugovorom jer je ušla u brak prije nego što je navršila dvanaest godina.
Čak i prije poništenja njezinog prvog braka, Henrik VI. Izabrao je Margaretu za mladenku svog polubrata Edmunda Tudora, 1. grofa od Richmonda, koji će vjerojatno ojačati Edmundov zahtjev za prijestoljem ako Henrik bude prisiljen odrediti Edmunda za svog nasljednika (u slučaju da kralj tada nema djece ili zakonite braće i sestre). Edmund je bio najstariji sin kraljeve majke Katarine od Valoisa, po Owenu Tudoru.
Sa samo devet godina Margaret je trebala formalno pristati na brak. Kasnije je tvrdila da je na to bila božanski vođena.
S dvanaest godina Margaret se udala za dvanaest godina starijeg Edmunda Tudora 1. studenog 1455. godine. Ratovi dviju ruža upravo su izbili; Edmund, kao potomak Lancastera, zarobljen je od Yorkovih snaga manje od godinu dana kasnije. Umro je od kuge u zarobljeništvu u Carmarthenu 3. studenoga 1456. godine, ostavivši trinaestogodišnju udovicu koja je bila u sedmom mjesecu trudnoće s njihovim djetetom.
Margreta je uvijek poštivala ime i sjećanje na Edmunda kao oca svog jedinca. Godine 1472., šesnaest godina nakon njegove smrti, Margaret je u oporuci navela da želi biti pokopana uz Edmunda, iako je uživala dugu, stabilnu i blisku vezu sa svojim trećim suprugom, koji je umro 1471. godine.

## Majka
Dok je bila pod skrbništvom svog šogora Jaspera Tudora, 28. siječnja 1457. godine Margareta je u dvorcu Pembroke rodila sina Henrika Tudora. Tada je imala trinaest godina i još nije bila fizički zrela, tako da je porod bio izuzetno težak i mučno iskustvo za mladu Margaretu. U propovijedi održanoj nakon njezine smrti, Margaretin ispovjednik John Fisher smatrao je čudom da se dijete može roditi "od tako male osobe". Rođenje njezina sina moglo je Margaret nanijeti trajnu tjelesnu ozljedu. TIjekom ostala dva braka kasnije, nikada nije rodila drugo dijete. Godinama kasnije, nabrojat će niz ispravnih postupaka u vezi s isporukom potencijalnih nasljednika, možda informiranih poteškoćama vlastitog iskustva.
Ubrzo nakon ponovnog ulaska u društvo nakon poroda, Jasper joj je pomogao dogovoriti novi brak, kako bi osigurao sigurnost svog sina. Udala se za sir Henrika Stafforda (oko 1425. – 1471.), drugog sina Humphreyja Stafforda, 1. vojvode od Buckinghama, 3. siječnja 1458. u dobi od četrnaest godina. Isplata za brak, nužna jer su Margaret i Stafford bili rođaci, odobrena je 6. travnja 1457. Uživali su u dugomi skladnom braku te su dobili Woking Palace u koji se Margaret ponekad povlačila i koji je obnavljala. Margaret i njezin suprug su dobili zemlju u vrijednosti od 400 maraka, ali njezina su imanja i dalje bili glavni izvor prihoda. Staffordi su neko vrijeme mogli posjetiti Margaretina sina, koji je bio povjeren na brigu Jasperu Tudoru u dvorcu Pembroke u Walesu.

## Uloga u Ratovima ruža

### Vladavina Eduarda IV.
Godine Yorkovih snaga koje su se borile protiv Lancastera za vlast kulminirale su bitkom kod Towtona 1461. godine, gdje su Yorkovi pobijedili. Eduard IV. je time postao engleski kralj. Borbe su oduzele život Margaretinog tasta te prisilile Jaspera Tudora u bijeg u Škotsku i Francusku kako bi stekao potporu za Lancastere. Eduard IV. darovao je zemlje koja su pripadala Margaretinu sinu vlastitom bratu, Georgeu, vojvodi od Clarencea. Henrik je postao štićenik Sir Williama Herberta. Margareti je ponovno bilo dopušteno da posjeti svog sina.
Godine 1469. nezadovoljni vojvoda od Clarencea i grof od Warwicka potaknuli su pobunu protiv Eduarda IV., zarobivši ga nakon poraza njegovih snaga. Margareta je iskoristila ovu priliku da pokuša pregovarati s Clarenceom, nadajući se povratku skrbništva nad njezinim sinom i njegovom imovinom. Međutim, ubrzo se Eduard vratio na vlast.
Warwickova kontinuirana pobuna rezultirala je kratkom ponovnom postavljanjem Lancasterovog Henrika VI. na vlast 1470. – 1471., koja je zapravo okončana pobjedom Yorkova u bitci kod Barneta. Suočivši se ponovno s vladavinom Yorka, Margareta je navodno molila Jaspera Tudora, prisiljenog još jednom pobjeći u inozemstvo, da sa sobom povede trinaestogodišnjeg Henrika. Prošlo je četrnaest godina prije nego što je Margareta ponovno ugledala svog sina.
1471. godine Margaretin suprug, Lord Stafford, umro je od rana pretrpljenih u bitci kod Barneta, boreći se za Yorkove. S 28 godina Margaret je ponovno postala udovica.
U lipnju 1472. godine Margaret se udala za Thomasa Stanleyja. Jones i Underwood, Beaufortini biografi, sugeriraju da se Margaret nikada nije smatrala članicom obitelji Stanley. Njihov je brak bio sklopljen prvenstveno zbog pogodnosti: udaja za Stanleyja omogućila je Margaret povratak na kraljevski dvor pod Eduardom IV. i njegovom Elizabetom Woodville. Gristwood nagađa da je Beaufort organizirala brak s jedinim ciljem rehabilitacije njezine slike i osiguravanja najbolje pozicije na kojoj će zagovarati svog sina. Očito su njezini napori bili uspješni: Kraljica Elizabeta je Margaretu izabrala za kumu jednoj od svojih kćeri.
Holinshed, jedan od kroničara Tudora, tvrdi da je kralj Eduard IV. kasnije predložio brak između Beaufortovog sina i njegove vlastite kćeri Elizabete od Yorka, nastojeći izvući Henrika Tudora iz njegovog sigurnog utočišta na kontinentu. Čini se da pjesnik Bernard Andre to potvrđuje, zapisujući Tudorov čudesni bijeg iz kandži Eduardovih izaslanika, koje je na prevaru navodno upozorio nitko drugi nego njegova majka.

### Vladavina Rikarda III.
Nakon Eduardove smrti i Rikardova zauzimanja prijestolja, Margaret se ubrzo vratila na kraljevski dvor i služila novoj kraljici Ani Neville. Moleći za sinov povratak u Englesku, čini se da je Margaret pregovarala s Rikardom.
Unatoč onome što ovi pregovori mogu sugerirati, poznato je da se Margareta urotila s Elizabetom Woodville, majkom dvaju Yorkovih prinčeva koje je Rikard zatvorio u Londonski toranj, nakon širenja glasina o ubojstvu dječaka. U ovom trenutku, prema Polydore Vergil, Beaufort se "počela dobro nadati sreći svog sina".
Vjeruje se da je Beaufort pokrenula dogovre s Woodville preko zajedničkog liječnika Lewisa Caerleona, koji je prenio tajne prepiske između dviju žena. Zajedno su se urotile kako bi svgrnule s vlasti kralja Rikarda te zajedničkim snagama zamijenili ga Margaretinim sinom Henrikom Tudorom. Njihov učvršćeni savez dodatno je osigurao naknadnu dinastiju dogovorenim zarukama Henrika s Elizabetom od Yorka. Nadali su se da će ovaj prijedlog privući podršku i Yorkista i Lancastria.
Što se tiče sudbine prinčeva, opće je poznato da je Rikard III. naredio smrt svoja dva nećaka kako bi osigurao vlastitu vladavinu. Gristwood, međutim, sugerira da je odgovoran netko drugi: Njihov nestanak je zasigurno ubrzao put do prijestolja Henrika Tudora, možda dovoljan motiv da njegova majka - njegov "vrlo sposoban i potpuno predan zagovornik" - izda naredbu.
Unatoč ovoj sugestiji, niti jedan suvremeni izvor ne potkrepljuje implikacije, dok većina suvremenih izvještaja ocrtava "njezine izvanredne osobine, njezinu hrabrost, prisutnost uma, odanost obitelji i duboko osjećanu svijest o duhovnim odgovornostima visokog ureda", kako su pojasnili Jones i Underwood. Prije Jonesa i Underwooda, u znanstvenoj zajednici nije bilo konsenzusa oko Margaretine uloge ili lika: historiografska mišljenja kretala su se od proslave do demonizacije.
Tek u 17. stoljeću religiozne retrospektivne špekulacije počele su kritizirati lady Margaretu, ali čak i tada samo kao "političku i smišljenu ženu", i nikad ništa osim pronicljive ili proračunate. Kad se sve uzme u obzir, riječi njezinih vlastitih suvremenika, kao što je povjesničar Tudorovih Polydore Vergil, nastavljaju uzdizati Margaretine kreposti kao "najbogobojaznije žene".
Erazmo Roterdamski je, pišući o svom prijatelju biskupu, svetom Johnu Fisheru, pohvalio Margaretinu potporu vjerskim institucijama i biskupu, dalje svjedočeći istodobno pragmatičnu i dobrotvornu narav svjedočenu u sprovodnoj propovijedi koju je posvetio sam biskup, kako je izloženo u sljedeći odjeljak.
1483. godine Margareta je sigurno bila uključena u Buckinghamovu pobunu - ako ne u mozak koji je stajao iza operacije. Zapravo, u svojoj biografiji Rikarda III., povjesničar Paul Murray Kendall opisuje Margaretu kao "Atenu pobune". Možda s dvoličnim motivima (budući da je možda želio krunu za sebe), Buckingham se urotio s Margaretom i Woodville da svrgnu Rikarda III. Margaretin sin trebao je isploviti iz Bretanje kako bi se udružio s njim, ali stigao je prekasno.
U listopadu se Margaretina spletka pokazala neuspješnom; vojvoda od Buckinghama je pogubljen, a Tudor prisiljen natrag preko La Manchea. Čini se da je Beaufort igrala veliku ulogu u financiranju pobune. Kao odgovor na njezinu izdaju, Rikard je donio akt parlamenta kojim se Margaret oduzimaju sve titule i imanja, proglašavajući je krivom za izdaju.
Richard se, međutim, zaustavio pred punim napadačem prenoseći Margaretino imanje na njezinog supruga, lorda Stanleyja. Također je zatvorio Margaretu u dom njezina supruga s nadom da će spriječiti daljnju prepisku s njezinim sinom. Međutim, te mjere nisu zaustavile Margaretinu daljnju komunikaciju sa sinom. 
Margaretin suprug Stanley, unatoč tome što se borio za Rikarda III. tijekom Buckinghamske pobune, nije odgovorio kad je pozvan da se bori u bitci kod Bosworth Fielda 1485. godine, ostajući podalje od bitke, iako je njegov najstariji sin George Stanley (Lord Strange), bio je Rikardov talac. Nakon bitke, Stanley je stavio krunu na glavu svog posinka, Henrika VII., koji ga je kasnije učinio grofom od Derbyja. Margaret je tada dobila titulu "grofica od Richmonda i Derbyja".

## Margareta Beaufort, kraljeva majka
Nakon pobjede njezinog sina u bitci kod Bosworth Fielda, grofica je na kraljevskom dvoru nazivana "Moja gospa, Kraljeva Majka" (My Lady the King's Mother). Beaufort je bila nagrađena za svoje cjeloživotne napore. Prvi parlament njezina sina preokrenuo je napadača protiv nje i proglasio je "feme sole". Ta titula, koja je prije bila gotovo rezervirana za kraljice, Beaufort je pružila znatnu društvenopravnu neovisnost od muškaraca. Bilo joj je dozvoljeno posjedovati imovinu odvojeno od supruga (kao da je neudana) i tužiti se na sudu.
Prema dogovoru njihovih majki, Henrik VII. se oženio Elizabetom od Yorka. Grofica nije htjela prihvatiti niži status od udovice kraljice Elizabete Woodville ili čak njezine snahe, supruge kraljice. Nosila je ogrtače iste kvalitete kao i kraljica te hodala je samo pola koraka iza nje. Elizabetina biografkinja, Amy License, navodi da bi to "bio ispravan dvorski protokol", dodajući da je "samo jedna osoba znala kako se Elizabeta doista osjećala oko Margarete i nije to obvezala na papir."
Margaret je potpisala svoj potpis kao M. Richmond godinama, od 1460-ih. 1499. godine promijenila je potpis u Margaret R., možda da označi njezinu kraljevsku vlast (R stoji ili za reginu - kraljicu na latinskom jeziku kao što je uobičajeno kod ženskih monarha - ili za Richmond). Nadalje, uključila je krunu Tudor i naslov et mater Henrici septimi regis Angliæ et Hiberniæ ("i majka Henrika VII., Kralja Engleske i Irske").
Mnogi povjesničari vjeruju da je odlazak s dvora kraljice udovice Elizabete Woodville 1487. godine djelomično bio po Margaretinom nalogu, iako je to neizvjesno.
Beaufort je imala značajan politički utjecaj unutar Tudorskog dvora. Moć koju je izvršavala je bila očigledna; izvještaj španjolskog izaslanika Pedra de Ayale iz 1498. godine tvrdio je da je kralj bio "pod velikim utjecajem svoje majke i svojih sljedbenika u poslovima ili osobnim interesima i drugima". U ranijim godinama vladavine njezina sina zapisi pokazuju da je Margareta obično pratila kraljevski par na putovanjima.
Iako je Margaretin položaj na kraljevskom dvoru donekle bio izraz zahvalnosti njezina sina, ona je vjerojatno bila daleko manje pasivni primatelj Henrikove naklonosti koju bismo mogli očekivati. Gristwood sugerira da je Beaufort aktivno radila na svom položaju:
"Trebalo je stvoriti mjesto za onu vrstu "kraljeve majke" za kakvu se Margaret odredila. Možda da je Margaret postala kraljica, ulogu za koju je očito osjećala da joj je sudbina uskratila, ne bi osjećala potrebu za tim njezina prava tako oštro."
Margaretine neposredne molbe nisu bile za kraljevsku moć vladanja drugima, već su to bila dva sažeta zahtjeva za neovisnošću i slobodom sebe, koji su bili plod stručnog pravnog savjeta, za razliku od očajničke želje za vladanjem.
Prvi zakon preinačio je zakonodavstvo koje je Margareti oduzelo imovinu za vrijeme vladavine Rikarda III., Smatrajući ga "potpuno ništavim, nevaljanim i nema nikakvu snagu ili učinak". Drugi zakon iz studenoga 1485. godine izjavio je da će uživati u svim svojim imanjima i titulama te da može poduzimati bilo koju pravnu radnju kao što bi to mogla učiniti "bilo koja neudana osoba u bilo kojem trenutku", unatoč tome što je i dalje u braku.
Štoviše, kao i kod mnogih odluka donesenih kako bi se osigurala nova dinastija, čini se da su i ovi Parlamentarni akti zajednički napor, obostrano koristan i majci i sinu, jer su Margareti dodijelivši status ženskog spola, Henrik i njegov parlament moguće osnažiti Kraljevu majku bez davanja daljnjih poluga Stanleyjevim, jer je Margareta mogla koristiti svako bogatstvo koje joj je dodijeljeno u svoje svrhe, zaobilazeći na taj način prevladavajuću ideju o muževom upravljanju ženinom imovinom.

U svojoj je kronici Polydore Vergil procijenio partnerstvo između tudorskog kralja i njegove majke, napominjući da joj je Henrik dao dio većine svojih javnih i privatnih resursa, suprotno bilo kojoj tvrdnji da je Margareta željela veću moć. Ili, kako kralj Henrik VII. navodi u pismu svojoj majci:
"... ne samo u ovome, već i u svim ostalim stvarima za koje bih mogao znati da bi vam trebale biti na čast i zadovoljstvo i volji vaše samoga sebe, bit će mi drago ugoditi vam koliko god vaše srce želi."
Margaretino štićeništvo nad braćom Edwardom Staffordom, trećim vojvodom od Buckinghama i Henryjem Staffordom, prvim grofom od Wiltshire jedan je od mnogih primjera kako joj je njezin jedinstveni položaj u različitim aspektima omogućio da djeluje izvan dometa bilo koje kraljice. Taj se položaj pokazao korisnim za državu te Krunu i označio je kao uslužnog i sretnog agenta njezina tijeka, budući da je odbila novčanu naknadu za upravljanje u ovoj areni i uspješno osigurala vjernost vojvode od Buckinghama kralju Henriku Tudoru, odanost koja će nestati od Krune kad ona i njezin sin nestanu.
Kasnije u braku Margareta je više voljela živjeti sama. 1499. godine, uz odobrenje supruga, zavjetovala se na čistoću u nazočnosti Richarda FitzJamesa, londonskog biskupa. Položiti zavjet čistoće tijekom vjenčanja bilo je neobično, ali ne i bez presedana. Odselila se od supruga i živjela sama u Collywestonu, Northamptonshire. Redovito ju je posjećivao suprug koji je imao sobe rezervirane za njega. Margareta je obnovila svoje zavjete 1504. godine iz svog glavnog prebivališta u Collywestonu dobila je posebno povjerenstvo za provođenje pravde nad Midlandsom i Sjeverom. 
Beaufort je također aktivno sudjelovala u kućnom životu kraljevske obitelji. Stvorila je odgovarajući protokol u vezi s odgojem kraljevskih nasljednika. Iako se njihov odnos često prikazuje konfliktno, Margareta je sa snahom surađivala u planiranju brakova kraljevske djece. Zajedno su napisali potrebne upute za Katarinu Aragonsku, koja se trebala udati za Elizabetinog sina, princa Artura. Obje su se žene također urotile kako bi spriječile da princeza Margareta bude premlada u braku sa škotskim kraljem; Beaufort je nesumnjivo bila riješena da njezina unuka "ne bi trebala dijeliti istu sudbinu kao ona".
Nakon Elizabetine smrti 1503. godine, Margareta je postala glavna žena na dvoru. Kad je smrt princa Artura zahtijevala novog nasljednika, Margareta je igrala ulogu u osiguravanju odgovarajućeg odgoja princa Henrika pomnim biranjem članova njegovog novog domaćinstva.
Grofica je bila poznata po svojoj obrazovanosti i pobožnosti. Biografi Jones i Underwood tvrde da se čitav njezin život može razumjeti u kontekstu njezine "duboko osjećane ljubavi i odanosti sinu". Kaže se da je i Henrik bio predan. 
Henrik VII. umro je 21. travnja 1509. godine, proglasivši majku glavnim izvršiteljem svoje volje. Dva dana nakon smrti sina Margareta se trudila osigurati nesmetano nasljedstvo svog unuka Henrika VIII. Dogovorila je sprovod svog sina te krunidbu svog unuka. Na sprovodu svog sina dobila je prednost nad svim ostalim ženskim članovima kraljevske obitelji.
Prije svoje smrti Beaufort je također ostavila traga na ranu vladavinu Henrika VIII. Svom osamnaestogodišnjem unuku je predlagala članove Vijeća.

## Smrt
Margareta Beaufort je umrla u dekanatu Westminsterske opatije 29. lipnja 1509. To je bio dan nakon 18. rođendana njezinog unuka Henrika VIII, i nešto više od dva mjeseca nakon smrti njezina sina. Pokopana je u kapeli opatije Henrika VII. Njezina se grobnica sada nalazi između kasnijih grobova Vilima III. i Marije II. i groba Marije, škotske kraljice.
Njezinu grobnicu stvorio je Pietro Torrigiano, koji je vjerojatno stigao u Englesku 1509. godine te primio narudžbu sljedeće godine. Pozlaćena brončana skulptura na grobu prikazuje Margaretu s glavom naslonjenom na jastuke i podignutim rukama u molitvi, odjeće odjevne karakteristike za udovstvo; lice je vjerojatno isklesano od posmrtne maske. Grobnica od crnog mramora ukrašena je heraldičkim brončanim oznakama, uključujući jelu, njezinu heraldičku značku, kraj njezinih nogu.
Erazmo je napisao latinski natpis na njezinoj grobnici. Na engleskom jeziku stoji: 
"Margaret, grofica od Richmonda, majka Henrika VII., Baka Henrika VIII., Koja je donirala sredstva za tri redovnika ove opatije, gimnaziju u Wimborneu, propovjednika u cijeloj Engleskoj, dva predavača iz Pisma, jedan u Oxfordu, drugi u Cambridgeu, gdje je također osnovala dva koledža, jedan posvećen Kristu, a drugi Svetom Ivanu, evanđelistu."
Godine 1539. oko groba su postavljene željezne ograde, detaljno oslikane grbovima i drugim ukrasima.

## Zaostavština
Margareta Beaufort je bila doživotna pokroviteljica i podupirateljica akademske i umjetničke zajednice.
Dok je bila u braku s lordom Stanleyem, Margareta je obdarila izgradnju kapelica u Walesu. Poput Eduarda IV. i njegovog dvora, ona je također bila uključena u napredak u tiskanju Williama Caxtona i njegovog nasljednika Wynkyna de Wordea, ne samo kao zaštitnica, već i za vlastitu akviziciju. Prva knjiga koju je naručila od Caxtona 1483. bila je francuska romansa Blanchardin et Eglantine iz 13. stoljeća, koja je prilično usko odražavala planove koje je kovala u tajnosti između svog sina Henrika i Elizabete od Yorka, uz pomoć Elizabete Woodville, tada u utočištu od Rikarda III. u Westminsterskoj opatiji. Šest godina kasnije, nakon Rikardovog poraza od Henrika kod Boswortha, naručila je prijevod romanse na engleski jezik iz Caxtona: najavila je početak razdoblja tudorskog pokroviteljstva. 
Osim što je potaknula proizvodnju knjiga i izgradila vlastitu knjižnicu, Margaret je postigla i značajan uspjeh kao prevoditeljica, postavši prva engleska prevoditeljica Imitation of Christ.
1497. objavila je namjeru da izgradi besplatnu školu za širu javnost Wimbornea.